# Maison aux Trois Visages
La maison aux Trois Visages est une maison à colombages du XVe siècle à Dijon, en Côte-d'Or, aux 54 et 56 rue de la Liberté et au 1 rue Bossuet. 

## Historique
Cette maison, divisée en trois parties, composée de trois pignons accolés, a été construite par Jehan de Maulpas, dans les années 1470. Les études par dendochronologie effectuées par la société Archeodunum ont permis de déterminer que les chênes des pans de bois ont été abattus de 1436 à 1438. Dès 1494, les Dijonnais appelaient cette demeure « Maison aux trois Visages », comme l'atteste un document des archives municipales. Une pharmacie est installée au moins depuis le XIXe siècle dans la partie située à l'angle de la rue de la Liberté et de la rue Bossuet. Le 3 février 1971, la maison a été classée monument historique . En 2024, les parties situées aux n°54 (abritant la pharmacie) et 56 ont été restaurées avec la participation financière de l'État et de la ville de Dijon. Les colombages ont alors été peints en rouge. En 2025, la partie à gauche, située au n°56, a été restaurée à son tour, ainsi que la maison à colombages plus basse qui lui est accolée. L'ensemble des travaux a été accompli par l'entreprise Sacet, spécialisée en charpente, à Marsannay-la-Côte. 

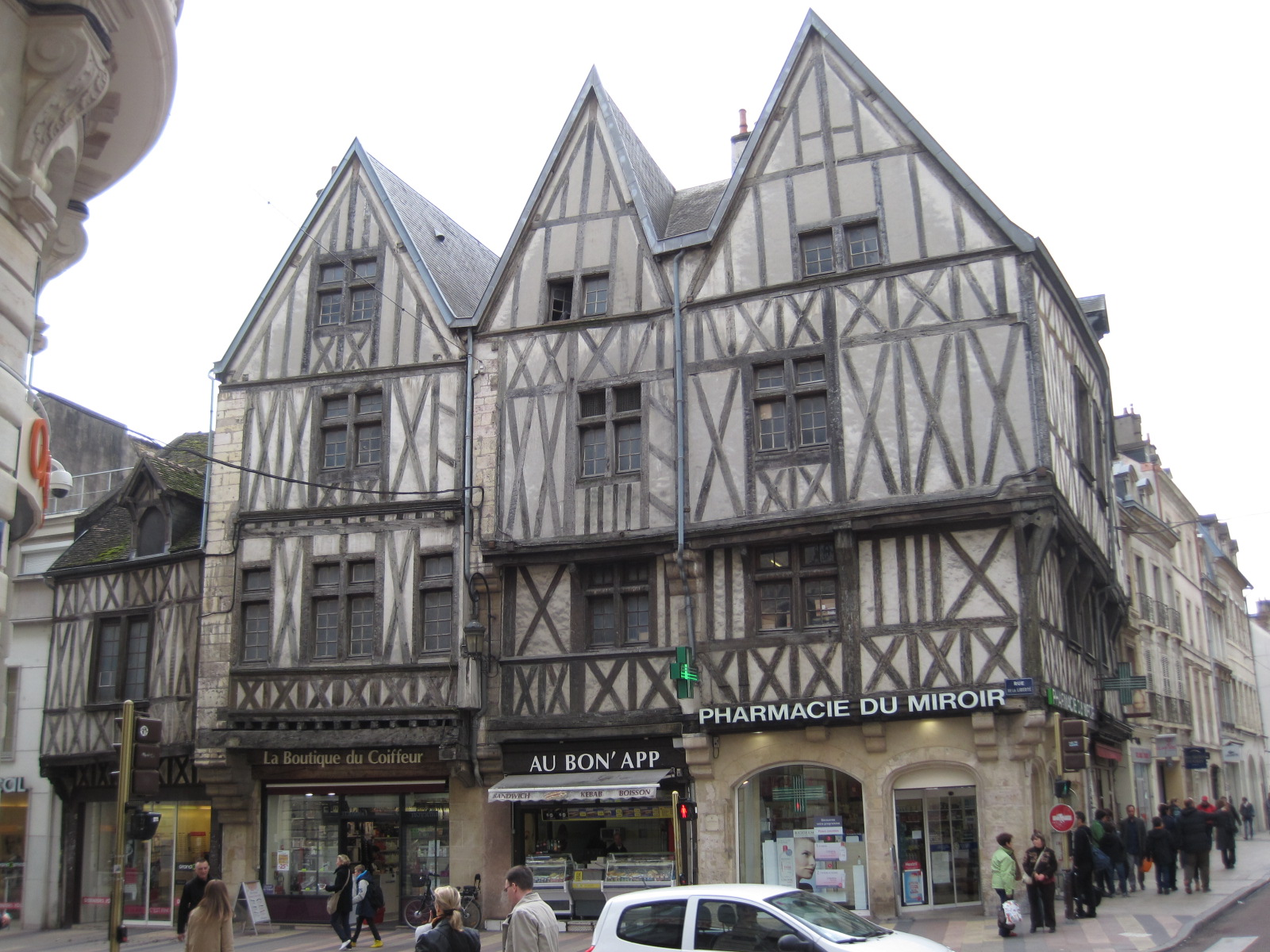
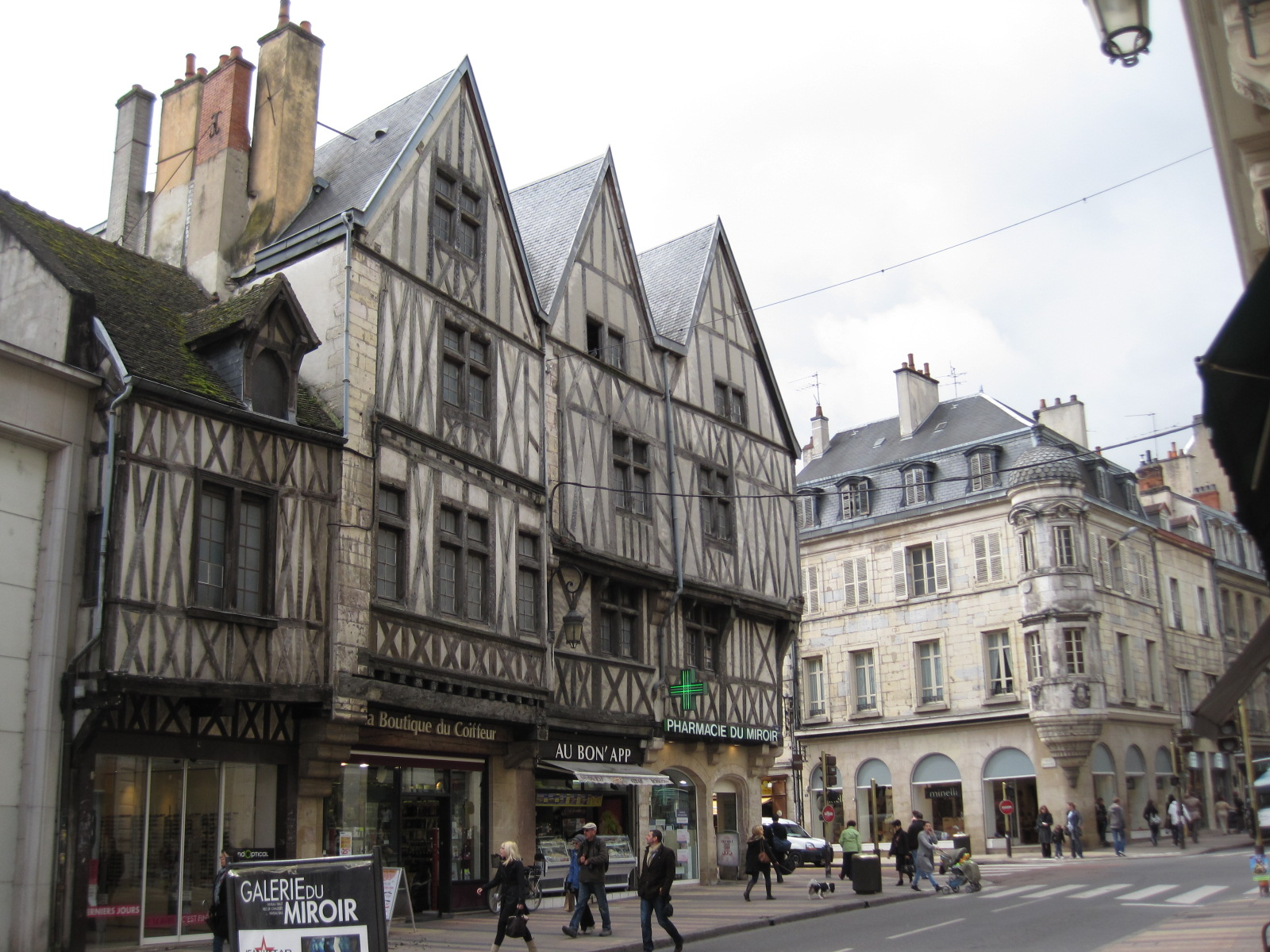
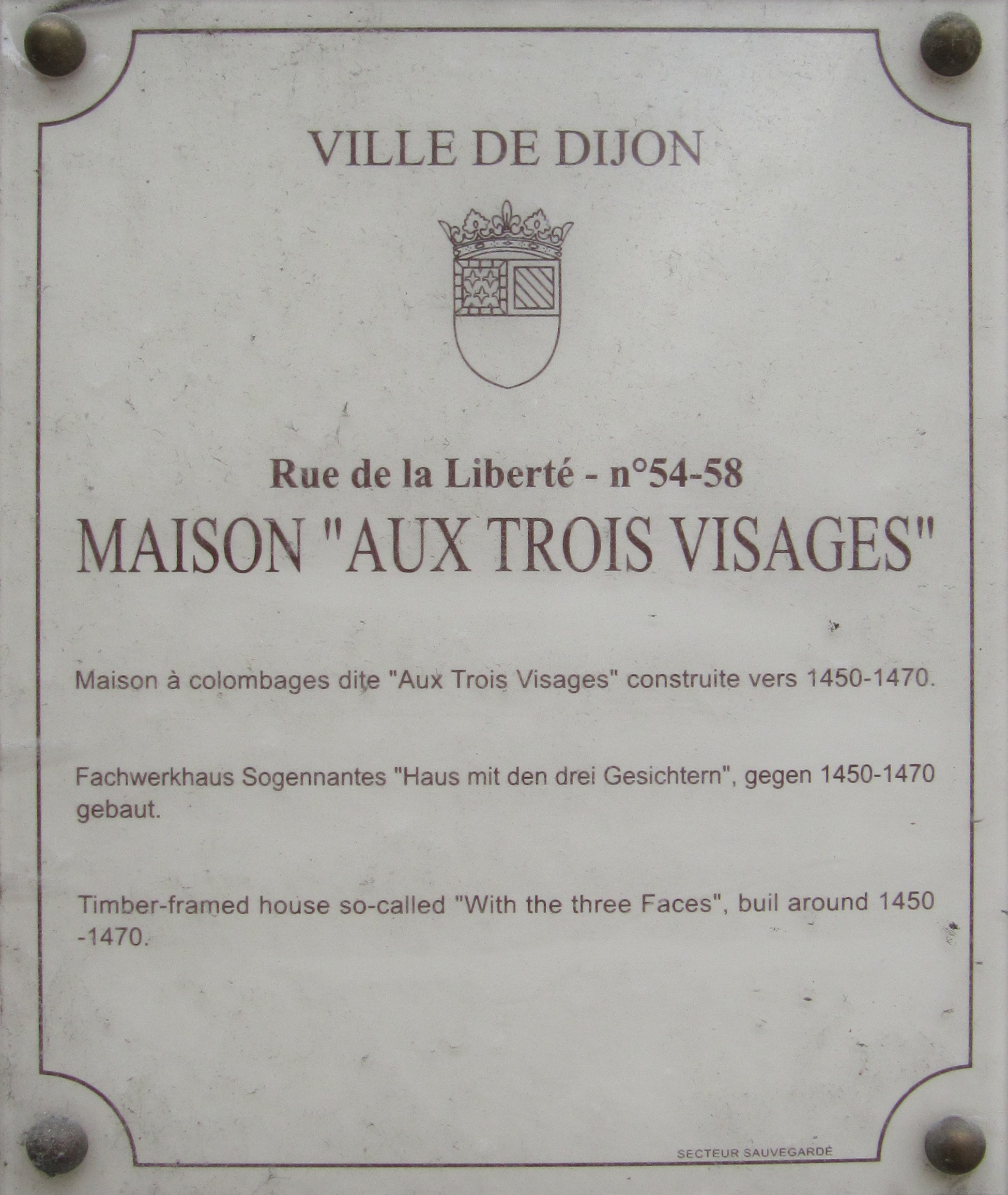